# Natan Szapiro-Dajchowski
Natan Jewnowicz Szapiro-Dajchowski (ros. Натан Евнович Шапиро-Дайховский, ur. 1901 w Dereczynie, zm. 29 sierpnia 1938) – funkcjonariusz radzieckich służb specjalnych, starszy major bezpieczeństwa państwowego.

## Życiorys
Syn żydowskiego stolarza, skończył dwie klasy szkoły miejskiej w Słonimiu, od czerwca do września 1920 pracownik milicji w Słonimiu. Od września 1920 w organach Czeki, pracownik Wydziału Specjalnego 16 Armii, od czerwca do grudnia 1921 śledczy oddziału nr 3 Frontu Zachodniego, od grudnia 1921 do września 1922 pełnomocnik specjalnego pogranicznego oddziału nr 2 w Lepelu, od września do grudnia 1922 pełnomocnik Wydziału Specjalnego 5 Dywizji, później funkcjonariusz GPU m.in. w guberni witebskiej i smoleńskiej, od grudnia 1924 członek RKP(b)/WKP(b). Od kwietnia 1928 do lipca 1934 funkcjonariusz Pełnomocnego Przedstawicielstwa GPU Białoruskiego Okręgu Wojskowego, od 6 sierpnia 1931 do 10 lipca 1934 zastępca szefa Wydziału Specjalnego tego przedstawicielstwa. Od 20 sierpnia 1934 do 1 stycznia 1935 szef Wydziału Specjalnego Zarządu Bezpieczeństwa Państwowego (UGB) NKWD Białoruskiej SRR, od 1 stycznia 1935 zastępca szefa, a od 17 listopada 1935 do 14 grudnia 1936 szef Wydziału Specjalnego UGB Zarządu NKWD obwodu leningradzkiego i równocześnie szef Wydziału Specjalnego Głównego Zarządu Bezpieczeństwa Państwowego Leningradzkiego Okręgu Wojskowego, od 25 grudnia 1935 major bezpieczeństwa państwowego. Od 14 grudnia 1936 do 7 lipca 1937 pomocnik szefa Zarządu NKWD obwodu leningradzkiego i szef Wydziału 3 UGB Zarządu NKWD tego obwodu, 19 stycznia 1937 awansowany na starszego majora bezpieczeństwa państwowego, od 7 lipca 1937 do 28 marca 1938 zastępca szefa Zarządu NKWD obwodu leningradzkiego. Od 28 marca do 14 kwietnia 1938 szef Wydziału 5 Zarządu 2 NKWD ZSRR i zastępca szefa Zarządu 2 NKWD ZSRR. 
14 kwietnia 1938 aresztowany, 29 sierpnia 1938 skazany na śmierć przez Wojskowe Kolegium Sądu Najwyższego ZSRR i rozstrzelany.

## Odznaczenia
- Order Lenina (25 czerwca 1937)
- Order Czerwonej Gwiazdy (14 lutego 1936)
- Order Czerwonego Sztandaru Pracy Białoruskiej SRR (11 lipca 1932)
- Odznaka "Honorowy Funkcjonariusz Czeki/GPU (V)"
- Odznaka "Honorowy Funkcjonariusz Czeki/GPU (XV)"